# The Vine (bus rapid transit)
A The Vine egy bus rapid transit vonal a Washington állambeli Vancouverben, amelyet a C-Tran üzemeltet. A 9,7 km-es járat a belvárostól a Fourth Plain sugárút mentén haladva a Vancouver bevásárlóközpontig közlekedik, közben 34 megállót érintve. A 2017. január 8-án megnyílt vonal a portlandi agglomeráció első BRT-rendszere.
Az ötlet 2005-ben merült fel Fourth Plain BRT Project néven. A C-Tran, a vancouveri városi tanács és a szövetségi közlekedési hatóság 2012-ben fixálta az útvonalat, majd 2015 augusztusában kezdődtek a kapcsolódó munkálatok. Az 53 milliós projekt nagy részét szövetségi forrásból fedezték. A vonal a 4-es és 44-es buszokat váltotta ki; ezeket összesen naponta hatezren vették igénybe.

## Történet
A Délnyugat-washingtoni Regionális Közlekedési Tanács 2008-ban kezdte vizsgálni egy Vancouvert és Clark megyét kiszolgáló BRT kiépítésének lehetőségeit. Négy útvonal jöhetett szóba: a 99-es út, a Fourth Plain körút, az Interstate 205 és a Mill Plain körút. A C-Tran, a környék tömegközlekedési szolgáltatója 2010-ben egy húsz éves fejlesztési tervet fogadott el, aminek javaslata alapján a Fourth Plain körút mentén épült ki a vonal. Az utat korábban az Észak-Portland felé közlekedő 4-es és 44-es buszok, a hálózat legzsúfoltabb járatai szolgálták ki.
A látványterveket 2011-ben és 2012-ben mutatták be; a C-Tran, a városi tanács és a közlekedési hivatal végül ezek módosított változatát fogadta el.
Azért, hogy a várost beköthessék a Metropolitan Area Express hálózatába, 2012. november 6-án 0,1%-kal növelték volna az ÁFA-t, erről szavazást tartottak. Ebből egyrészt a BRT működési költségeit kívánták fedezni, másrészt egy új hidat (Columbia River Crossing) építettek volna Washington és Oregon közé. Amikor a népszavazáson a projekt megbukott, 2014-ben a szövetségi közlekedési hatóság is részt vállalt a buszvonal finanszírozásában. A bus rapid transit ellenzői a 2014-ben Clark megyei Legfelsőbb Bíróságra keresetet adtak be, amivel megakadályozták volna, hogy a C-Tran további forrásokhoz jusson, mivel szerintük a vonalnak nem elég nagy a kapacitása. 2015-ben a bíróság az üzemeltető javára döntött.
2014-ben egy névpályázatot hirdettek, ahol a „The Vine” név győzött; a zsűri szerint „lombokra, levelekre és ágakra emlékeztet”. Az 53 millió dolláros beruházás a 2015. augusztus 24-i alapkőletétellel indult. A 38,5 millió dolláros szövetségi támogatást szeptemberben kapták meg; az önrészt a C-Tran, az állami közlekedési hivatal és a regionális közlekedési tanács biztosította.
A 2017. január 8-i átadási dátumot 2016 októberében tűzték ki. Egy nappal előtte 200 ember részvételével vásárt és próbamenetet tartottak. Az indulás napján hóvihar miatt 12 méteres szólóbuszok közlekedtek, amik négy, kisebb megállót szolgáltak csak ki, mivel a csuklós buszok nem rendelkeztek hólánccal; ez utóbbiak a következő napon állhattak forgalomba.

## Leírás

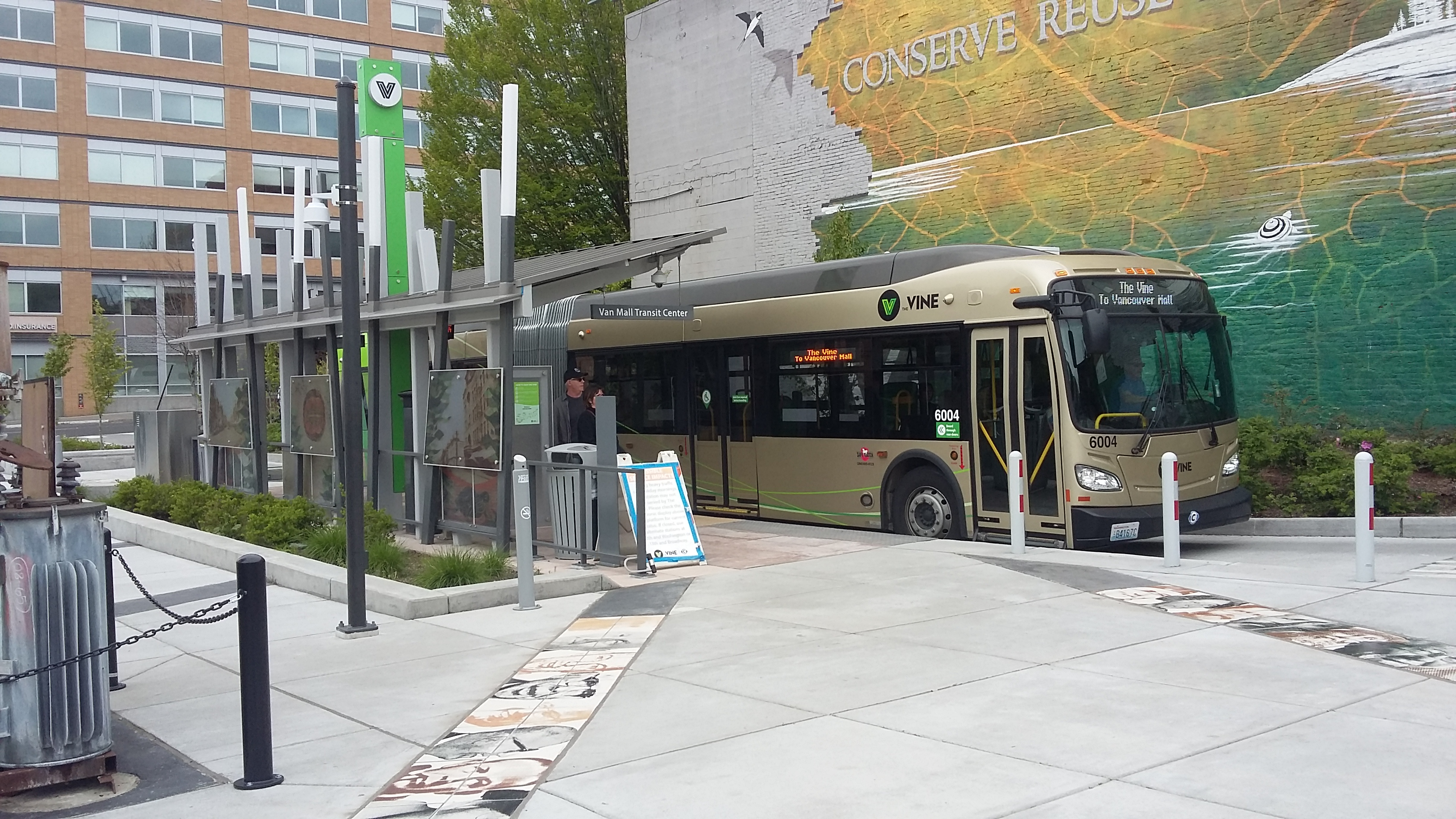
A 7th Street at Turtle Place végállomás

Az induló végállomás a 7. utcai, a Washington és Main utcák között, az Esther Short Parktól egy sarokra elterülő Turtle Place; a korábbi park egykor buszpályaudvarként működött. A buszok Vancouver belvárosában dél felé a Washington utcán, észak felé pedig a Broadwayen haladnak. A járat ezután a McLoughlin körútra fordulva elhalad az Interstate 5 alatt, majd a Marshall/Luepke Közösségi Központot elhagyva a Fort Vancouver útra érkezik. Innen északkeletre, a Clark Főiskola felé közlekedik tovább, majd érinti a háborús veteránok orvosi rendelőjét. Innen újra nyugatra fordul, majd az 500-as úttal párhuzamos Fourth Plain sugárúton halad, ezután a Thurston útról északra fordulva éri el végállomását, a Vancouver Mall Transit Centert.
A megállók körülbelül egyharmad mérföldre (0,54 kilométer) helyezkednek el egymástól. Minden megállóhely 15 méter hosszú és magasperonos, valamint esőbeállóval és az induló buszokat kijelző monitorokkal felszerelt.
Az útvonal mentén a buszokat jelzőlámpákkal több helyen is előnyben részesítik.

### Működés
A járat csúcsidőben 10 percenként, csúcsidőn kívül és hétvégén pedig negyedóránként jár. Az üzemidő hétköznapokon 4:30-tól 0:40-ig, hétvégén pedig 6:00-tól 0:25-ig tart. A teljes árú jegy ára 1,75 dollár.
Az utazáshoz használható a Hop Fastpass érintéses kártya; ezt 2017 februárjában kezdték tesztelni, majd a július 1-jei éles bevezetés csúszása után 17-étől használható. A kártyaolvasók a megállókban találhatók.
A működtető C-Tran üzemelteti a 60-as buszt is, amely a Jantzen-strandot köti össze a Hayden-szigettel és a Delta Park/Vanport vasúti megállóval a Columbia-folyón keresztül; ezzel a megszüntetett 4-es és 44-es járatokat pótolja.

### Járművek
A járaton a 18 méteres New Flyer Xcelsior XDE60 hibridbuszok járnak, amelyek 100 fő szállítására képesek. A háromajtós, alacsony padlós járműveken három kerékpárt lehet rögzíteni. Az első darabok 2016 áprilisában érkeztek.

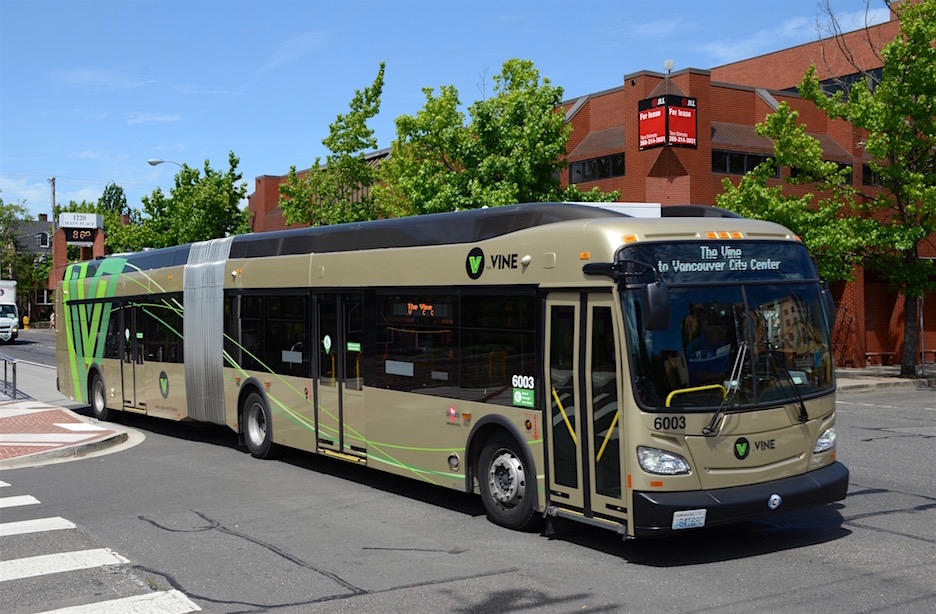
A járat Vancouver belvárosában
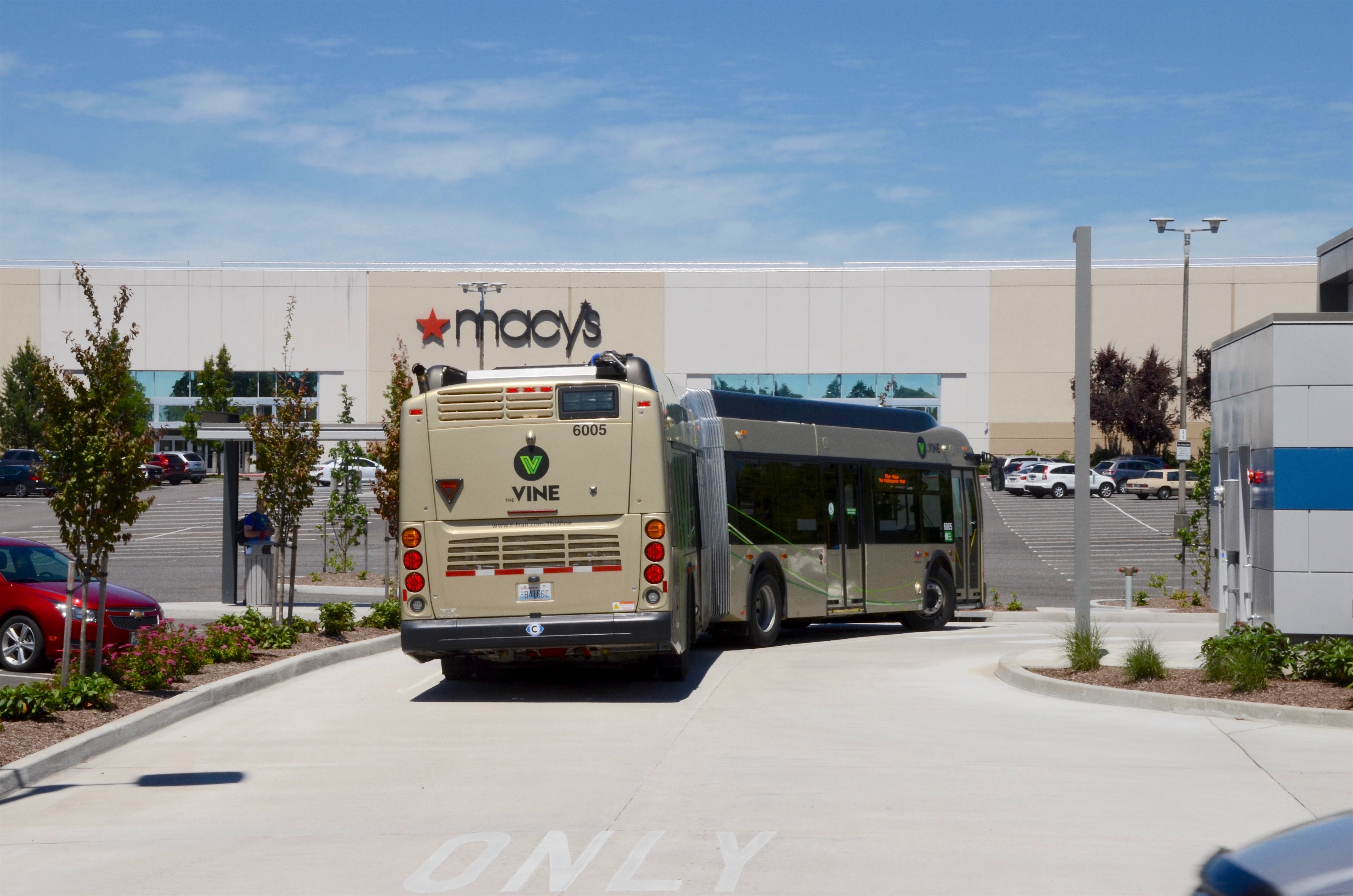
Busz a Vancouver Mallhoz való bekanyarodáskor
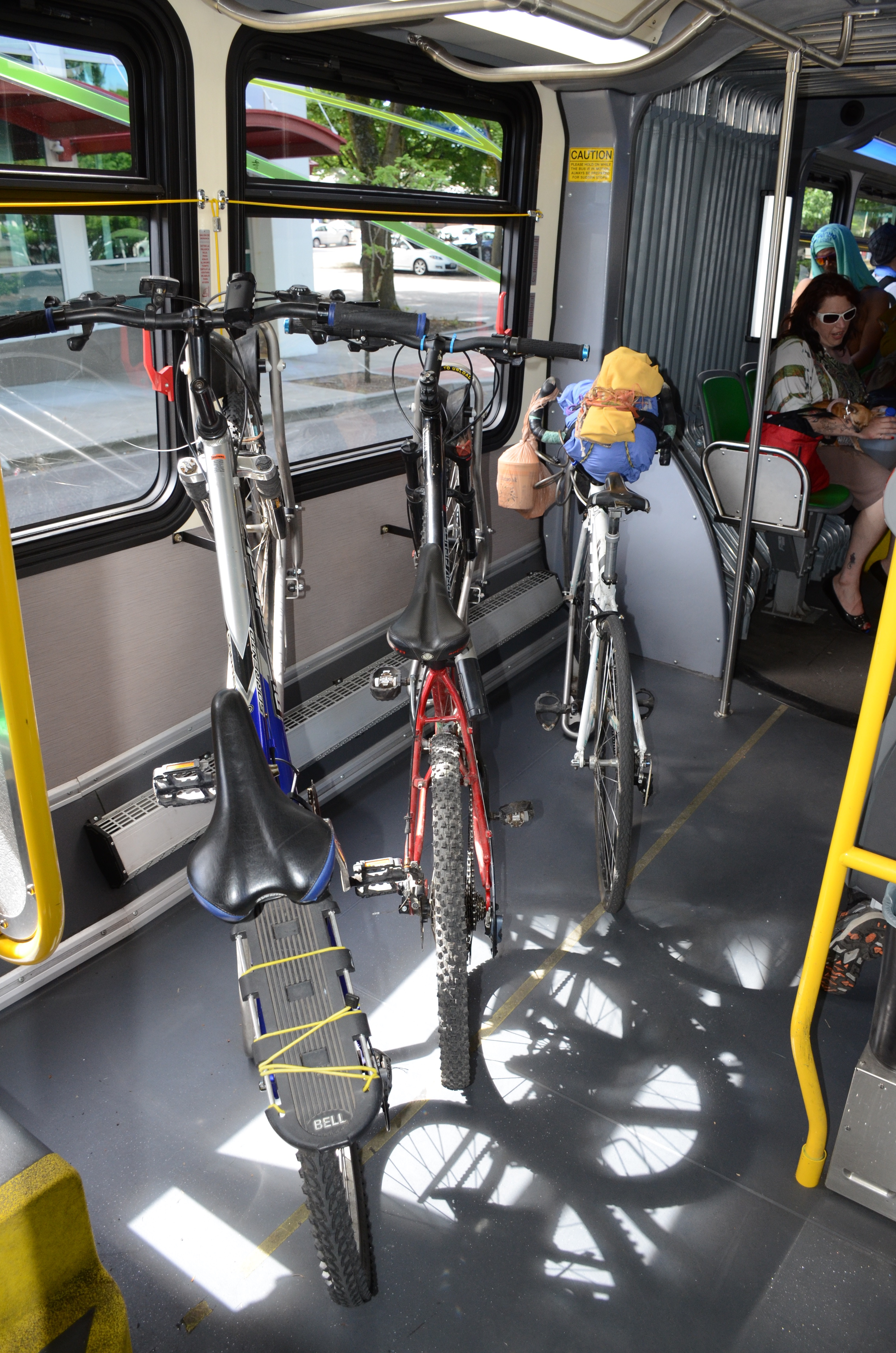
A kerékpártartók használat közben

## Útvonala
| 7th Street at Turtle Place felé | Vancouver Mall Transit Center felé |
| --- | --- |
| Vancouver Mall Transit Center – Fourth Plain Boulevard – Andersen Road – Grand Boulevard – Clark College – Marshall/Luepke Community Center – Washington Street – 7th Street at Turtle Place | 7th Street at Turtle Place – Broadway – Marshall/Luepke Community Center – Clark College – Grand Boulevard – Andersen Road – Fourth Plain Boulevard – Vancouver Mall Transit Center |

## Megállóhelyei
| The Vine (Vancouver Mall Transit Center◄►7th Street at Turtle Place) |                                    |                                                      |
| Megállóhely                                                          | Átszállási kapcsolatok             | Intézmények                                          |
| Vancouver Mall Transit Center végállomás                             | 7, 72, 73, 74, 80                  | Autóbusz-állomás, Bevásárlóközpont                   |
| Thurston Way                                                         |                                    |                                                      |
| 86th Avenue                                                          |                                    |                                                      |
| 78th Avenue                                                          |                                    |                                                      |
| Andersen Road                                                        | 32                                 |                                                      |
| 65th Avenue                                                          |                                    |                                                      |
| 57th Avenue                                                          |                                    |                                                      |
| Stapleton Road                                                       |                                    |                                                      |
| General Anderson                                                     |                                    |                                                      |
| Todd Road                                                            |                                    | Evergreen Park                                       |
| Grand Boulevard                                                      | 6                                  |                                                      |
| (↑) Fourth Plain & Fort Vancouver Way                                | 25                                 |                                                      |
| (↓) Forth Vancouver Way & Fourth Plain                               |                                    |                                                      |
| Gaiser Hall                                                          | 25, 47                             | Lewis D. Cannell Könyvtár                            |
| Central Campus                                                       | 25                                 | Clark Főiskola                                       |
| Marshall/Luepke Community Center                                     | 25, 30                             | Közösségi központ                                    |
| (↓) McLoughlin & Washington Street                                   | 39                                 | Első Katolikus Templom, Iránymutató Baptista Templom |
| (↑) Broadway & 15th Street                                           | 37, 41, 47, 105                    |                                                      |
| (↑) Broadway & 13th Street                                           | 60                                 |                                                      |
| (↓) Washington & 12th Street                                         | 2, 30, 32, 37, 39, 41, 47, 71, 105 | Idősebb János apostol Katedrális                     |
| 7th Street at Turtle Place végállomás                                | 39, 47, 60, 105                    |                                                      |

## Fordítás
- Ez a szócikk részben vagy egészben  a   The Vine (bus rapid transit) című angol Wikipédia-szócikk ezen változatának fordításán alapul.  Az eredeti cikk szerkesztőit annak laptörténete sorolja fel. Ez a jelzés csupán a megfogalmazás eredetét és a szerzői jogokat jelzi, nem szolgál a cikkben szereplő információk forrásmegjelöléseként.